# Trichoderes pini
Trichoderes pini är en skalbaggsart som beskrevs av Louis Alexandre Auguste Chevrolat 1843. Trichoderes pini ingår i släktet Trichoderes och familjen långhorningar.
Artens utbredningsområde är Honduras. Inga underarter finns listade i Catalogue of Life.